# Време на летала
„Време на летала” је југословенски и македонски ТВ филм из 1982. године. Режирао га је Иван Митевски а сценарио је написао Русомир Богдановски.

## Улоге
| Глумац              | Улога |
| ------------------- | ----- |
| Силвија Стојановска |       |
| Јорданчо Чевревски  |       |
| Киро Ћортошев       |       |
| Ацо Стефановски     |       |
| Предраг Дишљенковић |       |
| Игор Џамбазов       |       |
| Фирдаус Неби        |       |
| Душко Јовановић     |       |
| Сабина Ајрула       |       |
| Таска Балабанова    |       |
| Вера Вучкова        |       |
| Ева Аманатиду       |       |
| Лидија Велкова      |       |
| Светолик Никачевић  |       |
| Ђорђи Тодоровски    |       |
| Панче Камџик        |       |
| Шенка Колозова      |       |

Остале улоге ▼
| Глумац              | Улога |
| ------------------- | ----- |
| Драги Крстевски     |       |
| Владимир Светиев    |       |
| Васо Ангелов        |       |
| Илко Стефановски    |       |
| Мери Василевска     |       |
| Иво Јовановски      |       |
| Наташа Хаџиристикј  |       |
| Александра Суревска |       |
| Борце Георгиевски   |       |
| Гјоргји Мисковски   |       |
| Виктор Коцовски     |       |
| Сасо Коцовски       |       |
| Доминик Саурек      |       |